# Sextus Hermetidius Campanus
Sextus Hermentidius Campanus – rzymski senator urzędujący pod koniec I wieku.
Jest poświadczone, że 28 grudnia 93 (za cesarza Domicjana) był legatem (legatus Augusti pro praetore) Judei i dowodził legionem X Fretensis. Campanus prawdopodobnie pozostał w Judei do 97. W tym bowiem roku, na mocy cesarza Nerwy, został przypuszczalnie konsulem dodatkowym (consul suffectus). Lista konsulów, jaka dotarła do naszych czasów, w tym miejscu jest uszkodzona, ale litery Se (z praenomen Sextus) są czytelne. Na ogół uważa się, że jest to miejsce przeznaczone na Hermentidiusa Campanusa, ale identyfikacja nie jest pewna.